# アウグスト・フォン・プロイセン
アウグスト・フォン・プロイセン（August von Preußen, 1779年9月19日 - 1843年7月19日）は、プロイセン王国の王族・軍人。全名はフリードリヒ・ヴィルヘルム・ハインリヒ・アウグスト（Friedrich Wilhelm Heinrich August）。プロイセン王子フェルディナントの五男で、作曲家としても有名なルイ・フェルディナントの弟。優秀な砲兵指揮官であった。

## 生涯
アウグストは1779年9月19日、フェルディナントとその妻であったブランデンブルク＝シュヴェート辺境伯フリードリヒ・ヴィルヘルムの娘アンナ・エリーザベト・ルイーゼ（1738年 - 1820年）の第七子（末子）としてベルリンのフリードリヒスフェルデ城で生まれた。
1843年7月19日にブロムベルク（現ポーランドのクヤヴィ・ポモージェ県ブィドゴシュチュ）で死去し、ベルリン大聖堂に葬られている。